# Jet Time (Finnland)
Jet Time Oy war eine finnische Charterfluggesellschaft mit Sitz in Vantaa und Basis auf dem Flughafen Helsinki-Vantaa. Sie war eine Tochtergesellschaft der dänischen Jet Time.

## Geschichte
Die Jet Time Oy wurde am 20. Dezember 2013 gegründet und erhielt im März 2014 von der finnischen Luftfahrtbehörde das Luftverkehrsbetreiberzeugnis (AOC). Die Fluggesellschaft führte ihren Erstflug am 22. März 2014 durch. Am 31. August 2021 wurde das Unternehmen aufgelöst.

## Flugziele
Jet Time Oy führte von ihren Basis Helsinki-Vantaa Charterflüge im Sommer hauptsächlich zu Zielen ans Mittelmeer durch sowie im Winter auf die Kanarischen Inseln und nach Ägypten.

## Flotte
Mit Stand Januar 2020 bestand die Flotte der Jet Time aus einem Flugzeug mit einem Alter von 20,3 Jahren:
| Flugzeugtyp    | Anzahl | bestellt | Luftfahrzeugkennzeichen | Anmerkungen               | Sitzplätze |
| -------------- | ------ | -------- | ----------------------- | ------------------------- | ---------- |
| Boeing 737-700 | 1      |          | OH-JTZ                  | mit Winglets ausgestattet | 148        |
| Gesamt         | 1      |          |                         |                           |            |